# ATC-kod A14: Anabola steroider
ATC-kod A14: Anabola steroider är en del av klassificeringssystemet ATC (Anatomical Therapeutic Chemical Classification System) för läkemedel och vissa andra medicinska produkter. ATC utvecklas av WHO och består av alfanumeriska koder indelade i grupper utifrån anatomi, medicinsk funktion och läkemedelstyp på 5 olika kodnivåer. Denna sida utgör innehållet i en specifik grupp på nivå 2.

## A14AAnabola steroider

### A14AAAndrostan-derivat
A14AA01 Androstanolon
A14AA02 Stanozolol
A14AA03 Metandienon
A14AA04 Metenolon
A14AA05 Oximetolon
A14AA06 Quinbolone
A14AA07 Prasteron
A14AA08 Oxandrolon
A14AA09 Noretandrolon

### A14ABEstren-derivat
A14AB01 Nandrolon
A14AB02 Etylestrenol
A14AB03 Oxaboloncipionat

### Engelska
- WHO Collaborating Centre for Drug Statistics Methodology - ATC Index
- WHO Collaborating Centre for Drug Statistics Methodology - ATCvet Index

### Svenska
- SIL online
- FASS.se - ATC
- FASS.se - Veterinär-ATC
- Sök läkemedelsfakta - Läkemedelsverket
- Socialstyrelsen : Klassifikationer
- Nationellt produktregister för läkemedel - NPL